# Fale (dorp)
Fale is de belangrijkste nederzetting van het Tokelause atol Fakaofo. Het dorp ligt op het gelijknamige hoofdeiland. Naast Fale bevat Fakaofo ook Fenua Fala, de tweede nederzetting van het atol. Fale heeft een zeer grote bevolkingsdichtheid, die de reden was waarom men in 1960 Fenua Fala begon te bevolken.
De bestuursgebouwen, alsook het post- en politiekantoor, het transportbureau en de enige winkel van Fakaofo zijn allemaal gevestigd in Fale. De school, het ziekenhuis en de telefoonwinkel liggen echter op Fenua Fala; meerdere malen per dag pendelt een schoolboot dan ook tussen de beide eilanden.

Atafu: Atafu

Fakaofo: Fakaofo · Fale

Nukunonu: Motuhaga · Nukunonu Village